# Stomino (rejon szarkowszczyński)
Stomino (biał. Стоміна; ros. Стомино) – wieś na Białorusi, w obwodzie witebskim, w rejonie szarkowszczyńskim, w sielsowiecie Łużki.

## Historia
W czasach zaborów w gminie Jazno, w powiecie dzisieńskim, w guberni wileńskiej Imperium Rosyjskiego.
W latach 1921–1945 wieś leżała w Polsce, w województwie wileńskim, w powiecie dziśnieńskim, w gminie Jazno, od 1929 w gminie Łużki.
Według Powszechnego Spisu Ludności z 1921 roku zamieszkiwały tu 113 osób, 16 było wyznania rzymskokatolickiego, 96 prawosławnego a 1 ewangelickiego. Jednocześnie 15 mieszkańców zadeklarowało polską a 98 białoruską przynależność narodową. Było tu 19 budynków mieszkalnych. W 1931 w 20 domach zamieszkiwało 125 osób.
W wyniku napaści ZSRR na Polskę we wrześniu 1939 miejscowość znalazła się pod okupacją sowiecką. 2 listopada została włączona do Białoruskiej SRR. Od czerwca 1941 roku pod okupacją niemiecką. W 1944 miejscowość została ponownie zajęta przez wojska sowieckie i włączona do obwodu witebskiego Białoruskiej SRR.
Od 1991 w składzie niepodległej Białorusi.